# Erütheia
Erütheia (Erytheia, Pirosló),  a görög mitológiában, a heszperiszek egyike, aki nővéreivel a boldogság kertjében Héra aranyalmáit őrizte.
Így nevezték azt a Hispánia déli partjainak közelében fekvő szigetet is, ahol az eredetileg punok alapította kereskedőváros, Gadeira (a modern Cádiz) feküdt. Plinius a Természet históriája című munkájában a következő feljegyzést találhatjuk Gadesről: „A Spanyolország felé eső parton, úgy 100 lépésnyi távolságra egy további hosszúkás, három mérföld széles sziget van, amelyen eredetileg Gades városa állt. Ephorus és Philistides Erythiának nevezik, de Timæus, Silenus Aphrodisias és a helyi lakosok Juno szigetének hívják.” Ez a sziget volt a Héraklész által legyőzött Gérüón lakhelye.